# 1546 en science
| Années de la science : 1543 - 1544 - 1545 - 1546 - 1547 - 1548 - 1549    |
| Décennies de la science : 1510 - 1520 - 1530 - 1540 - 1550 - 1560 - 1570 |

Cet article présente les faits marquants de l'année 1546 en science.

## Publications
- Georgius Agricola :

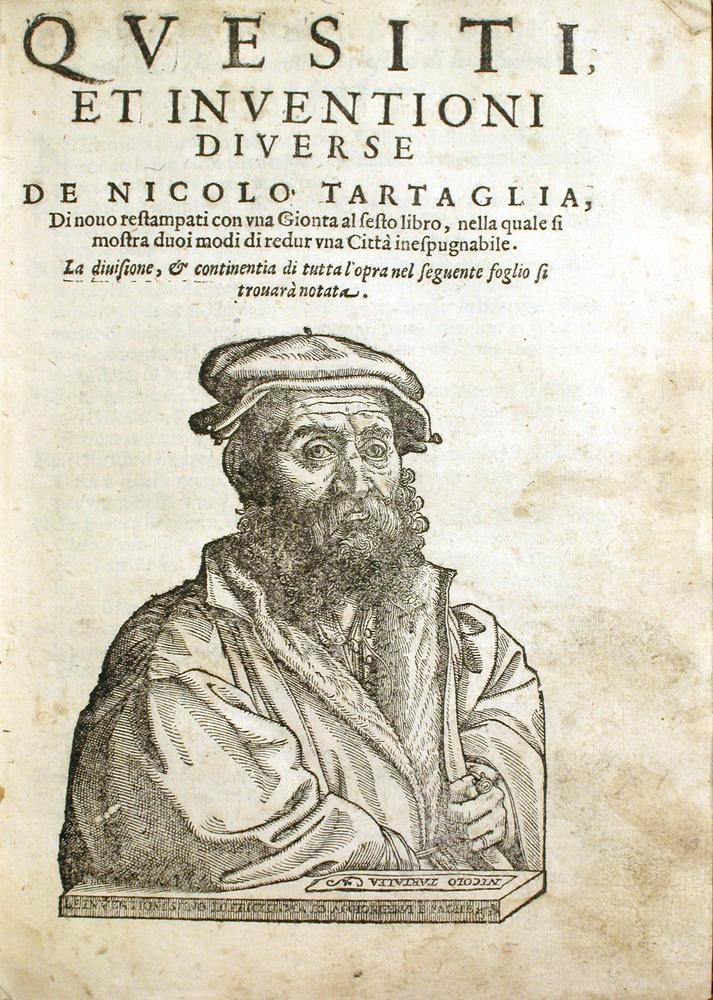
Le Questiti et inventioni diverse de Niccolo Fontana Tartaglia

  - De ortu et causis subterraneorum libri V, Basel, 1546,
  - De natura eorum, quae effluunt ex terra, Basel 1546,
  - De veteribus et novis metallis libri II, Basel 1546,
  - De natura fossilium libri X, Basel 1546,
- Girolamo Fracastoro :
  - De contagione et contagiosis morbis et eorum curiatione (traité De la contagion, des maladies contagieuses et de leurs soins). Il soupçonne l'existence des microbes et leur action dans la transmission des maladies,
  - De sympathia et antipathia rerum, 1546,
- Antonio Mizauld : Phaenomena, sive aeria Ephemerides. 1546, 1555, 1560 ;
- Niccolo Fontana Tartaglia : Quesiti et inventioni diverse, Venise, 1546 ;
- André Vésale : Epistola, rationem modumque propinandi radicis Chynae decocti, quo nuper inuictissimus Carolus V Imperator usus est, pertractans: & praeter alia quaedam, epistolae cuiusdam ad Iacobum Sylvium sententiam recensens, veritatis ac potissimum humanae fabricae studiosis perutilem. Basileae ex officina Ioannis Oporini, 1546 ;
- Johannes Werner : Canones sicut breuissimi, ita etiam doctissimi, complectentes praecepta & obseruationes de mutatione aurae, 1546.

## Naissances

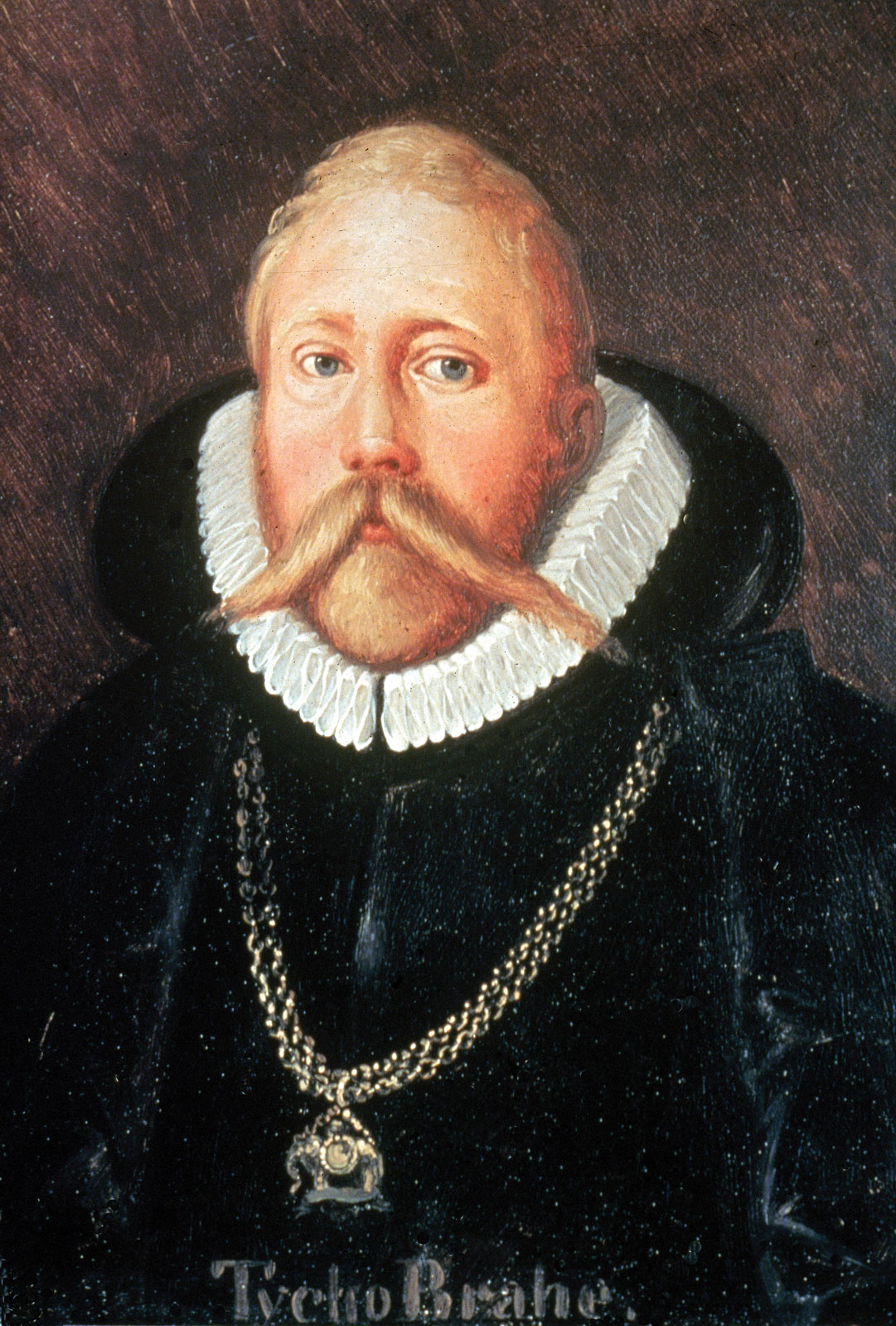
Tycho Brahe

- 14 décembre : Tycho Brahe († en 1601), astronome danois. Il est connu pour avoir produit un modèle d’univers cherchant à combiner le système géocentrique de Ptolémée et héliocentrique de Nicolas Copernic.

- Thomas Digges (mort en 1595), astronome anglais.
- Paul Wittich (mort en 1586), mathématicien et astronome allemand.
- Vers 1546 : 
  - Maurice Bressieu (mort en 1617), mathématicien et humaniste français.
  - Gaspare Tagliacozzi (mort en 1599), médecin italien.

## Décès
- 4 avril : Ruy López de Villalobos (né en 1500), explorateur espagnol qui baptisa de leur nom les Philippines[1].
- 25 avril : Jean Tagault (né vers 1499), médecin français[2].
- 4 août : Mariangelo Accursio (né en 1489), écrivain, humaniste, philologue et archéologue italien.